# Браменау
Браменау (њем. Brahmenau) општина је у њемачкој савезној држави Тирингија. Једно је од 61 општинског средишта округа Грајц. Према процјени из 2010. у општини је живјело 1.018 становника. Посједује регионалну шифру (AGS) 16076008.

## Географски и демографски подаци
Браменау се налази у савезној држави Тирингија у округу Грајц. Општина се налази на надморској висини од 220-290 метара. Површина општине износи 6,9 km². У самом мјесту је, према процјени из 2010. године, живјело 1.018 становника. Просјечна густина становништва износи 148 становника/km².